# آسیاباخترمرغ
آسیاباخترمرغ (نام علمی: Asiahesperornis) نام یک سرده از رده پرنده است.